# 多久和千絵
多久和 千絵（たくわ ちえ）は、日本のシンガーソングライター、ピアニスト。島根県在住。

## 概要
島根県出雲市出身。ピアノを4歳から始め、小・中・高校生活では吹奏楽に打ち込む。20代でバンドを結成して音楽活動を開始。2010年よりピアノの弾き語りを始める。日々の景色、心情の儚さなどをテーマに音楽を綴ることをモットーにし、「森の映画祭2015」参加したアニメ映画の音楽を付けたことから、映画音楽も手掛ける。近年は店舗BGMなども制作、多岐にわたり活動中。

## 来歴
- 2017年10月22日、1st.アルバム『春へ行く』リリース。日々の景色、心情の儚さなどを描いたことばをピアノと共に生々しく綴った歌は、繊細でありながら強い芯を持ち、深く心の奥へと響く。演奏陣には自ら開発した打楽器「遊鼓」を操り多彩な音を奏でているハブヒロシ（ex馬喰町バンド）、プロデューサーも務めるコントラバスの船戸博史（ふちがみとふなと）。エンジニアに宇波拓[2]といった多久和が信頼する音楽家が参加[3][4]。
- 2017年12月～2018年1月、1st.アルバム『春へ行く』発売記念ライブツアー開催。
- 2018年3月～5月、1st.アルバム『春へ行く』発売記念スプリングツアー開催。
- 2019年1月27日 田畑真希ダンス公演「ランウェイ」とワークショップに生演奏で参加[5]。ダンスと音のワークショップには継続的に参加。
- 2019年5月29日・5月30日 ハシケンと多久和千絵 風の音（ね）ツアー島根2days in出雲 開催。[6]
- 2019年8月29日　あだち麗三郎 ソロ弾き語りツアー 4thアルバム『アルビレオ』リリース。「野良犬たちと白鳥座」 at 松江NUに参加[7]。
- 牧野容也弾き語りツアー「ネバーフッドの謎」2022年12月4日 松江NUに参加[8]。
- 2023年7月9日 詩人 真名井大介・朗読ライブ「風のはじまるところ」in 島根にコラボレーションゲストとして出演。会場：出雲市 句読点[9]
- 牧野容也2ndアルバム『City』 リリースライブ
  - 2023年12月9日 島根 句読点、2023年12月10日 宝塚ギャラリーAHSO に参加。
  - 牧野が体調不良のため、急遽カナミネケイタロウ・多久和2人でツアーを行う。その時の約束を果たすため、2024年4月21日出雲市句読点にて、牧野、カナミネ、多久和3人揃ってのライヴが実現した[10][11]。
- 2024年8月バンドrondoを結成。[12]
多久和千絵　歌、鍵盤 / 中村好伸　アコースティック&エレクトリック・ギター
- 2024年11月4日、出雲市 句読点にて開催予定。"rondo & zerokichi LIVE"
- 2024年11月6日、配信リリース Ido Kyo『Stars』にピアノで参加。
- 2024年12月7日、島根県松江市 清光院下ギャラリー　
ダンサーの中村理と一緒に舞台瞬く「瞬く音色、まちあわせの庭」制作。
多久和千絵（ピアノ演奏）・中村理（振付／ダンス／絵）[13]
- 2025年1月18日 「雑煮会 AHSO」会場:宝塚AHSO
出演:牧野容也、カナミネケイタロウ、多久和千絵[14]
- 2025年1月19日 「お雑煮会 句読点」会場:出雲市 句読点
出演:牧野容也、カナミネケイタロウ、多久和千絵[15]
- 2025年4月27日 イベントSynergy IMAGINE.COFFEE SUNAGODA
- kakous limba×多久和千絵"daialogue"
  - 2025年5月15日 島根県大森 オペラハウス大森座
  - 2025年5月17日 岡山県津山 喫茶クローク
  - 2025年5月18日 島根県松江市  film-hair make film- Live installation
- イベント「Scentscape」
  - 2025年6月15日 松江 清光院下のギャラリー
多久和千絵（ピアノとうた）×Mona（香り）
  - 2025年6月16日 松江 ゲストハウス余白
香りのワークショップ Mona/Soundscape：多久和千絵/Sweetscape：タユイ
- 2025年7月15日 夏の大三角 at神保町試聴室
出演：吉田悠樹、kacous limba、多久和千絵

## 主な共演者
- 浜田真理子
- ハブヒロシ
- 船戸博史
- とんちピクルス
- あだち麗三郎
- 吉田悠樹（NRQ）
- 馬喰町バンド
- 杉瀬陽子
- 田畑真希
- ハシケン
- 岡江真一郎
- 真名井大介
- 牧野容也
- カナミネケイタロウ
- 中村理
- 中村好伸
- 一樂誉志幸

## 関連
- とんちんたくわん
- rondo

## ディスコグラフィー

### アルバム
|     | 発売日         | タイトル | 収録曲 | 備考 |
| --- | -------------- | -------- | --- | --- |
| 1st | 2017年10月22日 | 春へ行く | 1. 単純に 2. かかし 3. 花火 4. 春へ行く 5. コスモス 6. しゅんぺいさん 7. 子守歌 8. シマネヤ眼鏡店 9. 風 10. 旅人 11. 帰り道 12. 雨降りお月さん | Web販売 7チャンレコード 多久和千絵（歌・ピアノ） 船戸博史（コントラバス） ハブヒロシ（遊鼓） 宇波拓（録音、マスタリング） |

### 参加作品
| アーティスト名 | 発売日                     | 収録作品  | 参加曲                |
| -------------- | -------------------------- | --------- | --------------------- |
| Ido Kyo        | 2024年11月6日 デジタル配信 | 『Stars』 | 「Stars」ピアノで参加 |

## 出演

### ラジオ
- 「ばんじまして情報局」（2018年6月29日、FMいずも）
- 「Grace Loungeへようこそ」（2018年9月28日、FM山陰）
- 「浜田真理子のご機嫌さんで」（2019年4月20日、FM山陰）

### ポッドキャスト
- 「お雑煮ラジオ」
LIVE共演などをきっかけに、意気投合した牧野容也と一緒にラジオ番組「お雑煮ラジオ」をスタート。初回は2023年1月19日spotify等で配信開始[16]。
- 通常回はリモートで収録しているため、タイトルコールが揃った時は神回などと称え合う事になる。

| レギュラー配信        | 配信日         | テーマ                                       | ゲスト                    | 備考                               |
| --------------------- | -------------- | -------------------------------------------- | ------------------------- | ---------------------------------- |
| 通常第1回             | 2023年1月19日  | 2023年にやりたい事は？                       |                           |                                    |
| 通常第2回             | 2023年2月2日   | 最近、嫉妬したことは？                       | Hei Tanaka 田中馨         |                                    |
| 通常第3回             | 2023年2月16日  | 旅をするならどこに行きたい？                 |                           |                                    |
| 通常第4回             | 2023年3月2日   | あなたがやってる健康法を教えて！             | 桐沢暁                    |                                    |
| 通常第5回             | 2023年3月15日  | あなたのメンタル健康法は？                   | 吉田悠樹                  |                                    |
| 通常第6回             | 2023年4月6日   | 最近始めたことは？                           | 東郷清丸                  |                                    |
| 通常第7回             | 2023年4月19日  | 会話の折り畳み方など四方山話                 |                           |                                    |
| 通常第8回             | 2023年5月10日  | あなたのワクワクすること、したことを教えて！ | 小嶋まり                  |                                    |
| 通常第9回             | 2023年5月24日  | 最近しでかしたことは？                       | 川村真純                  |                                    |
| 特別回 【お節ラジオ】 | 2023年6月14日  | あなたの快眠法教えて！                       | 片想い 片岡シン・オラリー | 収録の模様をインスタライブで生配信 |
| 通常第11回            | 2023年6月28日  | あなたの神秘体験おしえて！                   |                           |                                    |
| 通常第12回            | 2023年7月13日  | あなたの好きな漫画教えて！                   | 岡江真一郎                |                                    |
| 通常第13回            | 2023年7月26日  | あなたの住みたい街教えて！                   |                           |                                    |
| 通常第14回            | 2023年8月11日  | この夏のオススメ教えて！                     |                           |                                    |
| 通常第15回            | 2023年8月30日  | 怖い話特集！                                 | ケイタイモ                |                                    |
| 通常第16回            | 2023年9月7日   | あなたの〇〇の秋を教えて！                   |                           |                                    |
| 通常第17回            | 2023年9月28日  | おすすめの映画を教えて！                     | 浮(bouy)                  |                                    |
| 通常第18回            | 2023年10月23日 | 循環の話など四方山話                         |                           |                                    |
| 通常第19回            | 2023年11月4日  | 12月のツアーの話など四方山話                 | カナミネケイタロウ        |                                    |
| 通常第20回            | 2023年11月22日 | レジェンドの話など四方山話                   |                           |                                    |
| 特別回・公開収録      | 2023年12月14日 | 好きな本教えて！                             | カナミネケイタロウ        | 出雲市 句読点 初の公開収録         |
| 通常22回 最終回       | 2024年1月9日   | 年末年始の話など四方山話                     |                           |                                    |

| 特別配信 | 配信日        | テーマ                                    | ゲスト                               | 備考                                |
| -------- | ------------- | ----------------------------------------- | ------------------------------------ | ----------------------------------- |
| 1.       | 2024年2月20日 | 北北西に雲と往け、7巻初内勝手に記念お茶会 | 牧野容也、浮(bouy)、maco marets      |                                     |
| 2.       | 2024年4月22日 | 思い出の食べ物は？                        | カナミネケイタロウ、句読点の嶋田さん | お雑煮ラジオ公開収録 at出雲市句読点 |
| 3.       | 2024年7月12日 | BONUS TRACKで開催のお雑煮横丁から         | 牧野容也、多久和千絵                 | お雑煮ラジオ公開収録 atBONUS TRACK  |

### イベント
2024年7月10日 ポップアップイベント開催 at下北沢BONUS TRACK 
牧野容也と多久和千絵のお雑煮ラジオが電波を飛び出して横丁に。一夜限りのスナック営業「スナックお雑煮」や、牧野と多久和による投げ銭ライブ。ポッドキャストの公開収録と内容盛りだくさんで開催。出雲の書店句読点も東京初出店。
横丁では出雲の地酒・クラフトビールやおつまみ、山梨のワインやクラフトビールなども提供。まさに『伸びてゆく、おいしい時間』だった。
- 「おとなりさんのものがたり」ご近所RADIO
島根のアラフォー男女4人が語る日々の出来事。どうでもいい話しから少し掘り下げた話まで、日々身の回りで起こる出来事を中心に語り合う。2022年5月spotifyで配信開始[20]。

| No.      | 配信日         | テーマ                                              |
| -------- | -------------- | --------------------------------------------------- |
| 第1回    | 2022年5月      | 始まりは週末。                                      |
| 第2回    | 2022年5月      | いいことがありました。                              |
| 第3回    | 2022年5月      | 幸せには色んな形がある。                            |
| 第4回    | 2022年6月      | 最近のおとなりさん事情。                            |
| 第5回    | 2022年6月      | ちょっと真面目にも話したりして。                    |
| 第6回    | 2022年6月      | 黒歴史とアロエとズルい女                            |
| 第7回    | 2022年7月      | お久しぶりのゴブサタデー                            |
| 第7.5回  | 2022年7月      | 自意識との闘い                                      |
| 第9回    | 2022年7月      | チエ姉を掘り下げてみた                              |
| 第10回   | 2022年7月      | ほぼ3人でお送りしております                         |
| 第11回   | 2022年8月      | 分室と珈琲にまつわるお話                            |
| 第12回   | 2022年8月      | お久しぶりの4人組                                   |
| 第13回   | 2022年8月      | 夏も終わりに近づいて                                |
| 第14回   | 2022年9月      | 2週間ぶりのおとなりさん                             |
| 第15回   | 2022年9月      | 急遽1人増えた回                                     |
| 第16回   | 2022年9月      | 「ねねね」の鎌田さんをゲスト迎えてお送りします      |
| 第17回   | 2022年10月     | ゲストにミュージシャンのido Kyo君をお迎えしました。 |
| 第18回   | 2022年11月     | 3人の雑談の回                                       |
| 第19回   | 2022年12月     | 今日も3人でございます                               |
| 第20回   | 2022年12月     | ひごちゃん参戦の3人トーク                           |
| 第21回   | 2022年12月     | 2人でトーク                                         |
| 第22回   | 2023年1月      | 新年1発目のおとなりさん                             |
| 第23回   | 2023年1月      | 僕らの街                                            |
| 第24回   | 2023年2月      | 春よ来い                                            |
| 第25回   | 2023年3月      | ガールズトーク                                      |
| 第26回   | 2023年3月      | 有言実行なるか                                      |
| 第27回   | 2023年3月      | アートと仲間たち                                    |
| 第28回   | 2023年7月      | お久しぶりです。元気です。                          |
| 第29回   | 2023年7月      | メンズトークと告知                                  |
| 第＊＊回 | 2024年4月29日  | ブルワー2人とのビール話                             |
| 第30回   | 2024年10月18日 | お久しぶりです、3人です。                           |
| 第31回   | 2025年4月7日   | お久しぶりなのに、また3人です。                     |
| 第32回   | 2025年6月9日   | いつも通りの4人                                     |

- 「わためも」音楽家の多久和千絵とライターの小嶋まりの備忘録。
2023年10月spotifyで配信開始。[21]

| No.    | 配信日         | テーマ                               |
| ------ | -------------- | ------------------------------------ |
| 第1回  | 2023年10月     | わたしたちへの5つの質問              |
| 第2回  | 2023年10月     | 自己中だったり何だったり             |
| 第3回  | 2023年10月     | 質問に答えてみる                     |
| 第4回  | 2023年11月     | 身の回りの問題                       |
| 第5回  | 2024年3月3日   | 新年から坐禅を組む                   |
| 第6回  | 2024年3月12日  | 音楽についてvol.1                    |
| 第7回  | 2024年3月28日  | UFOを食べながら                      |
| 第8回  | 2024年5月6日   | 昭和のウーバーイーツとウーバー獅子舞 |
| 第9回  | 2024年5月13日  | 身体ってなんなのかしら               |
| 第10回 | 2024年5月20日  | 東京からゲストがやってきた           |
| 第11回 | 2024年7月23日  | この夏のマイブーム                   |
| 第12回 | 2024年11月17日 | 気付いたらもうほぼ冬だった           |
| 第13回 | 2025年1月22日  | あけおめです 2025年の目標            |